# Siedemnastokąt
Siedemnastokąt – wielokąt o siedemnastu bokach i przez to siedemnastu kątach.

## Siedemnastokątforemny

Siedemnastokąt foremny

Jego wszystkie boki są równej długości, a wszystkie kąty – równej miary, wynoszącej:
{\displaystyle \alpha ={\tfrac {180^{\circ }\cdot (17-2)}{17}}\approx 158{,}82^{\circ }.}

### Konstruowalność
Siedemnastokąt foremny można skonstruować cyrklem i linijką. Możliwość konstrukcji udowodnił Carl Friedrich Gauss w 1796, pierwszą bezpośrednią konstrukcję przedstawił jednak Erchinger kilka lat później – składała się aż z 64 kroków, toteż wkrótce zostały przedstawione inne.

### Konstrukcja Richmonda

Konstrukcja Richmonda

Jedną z elegantszych konstrukcji jest konstrukcja podana przez Herberta Williama Richmonda w 1893 roku:
1. Narysuj duży okrąg o środku w punkcie {\displaystyle O.}
2. Narysuj średnicę {\displaystyle UV.}
3. Skonstruuj symetralną tej średnicy, przecinającą okrąg w punkcie {\displaystyle A.}
4. Znajdź na odcinku {\displaystyle OA} taki punkt {\displaystyle B,} by długość {\displaystyle OB} była równa {\displaystyle {\tfrac {1}{4}}} długości {\displaystyle OA} (dwukrotnie znajdując środek).
5. Narysuj odcinek {\displaystyle BV.}
6. Znajdź na odcinku {\displaystyle OV} taki punkt {\displaystyle C,} by kąt {\displaystyle \angle OBC} był równy {\displaystyle {\tfrac {1}{4}}} kąta {\displaystyle \angle OBV} (dwukrotnie konstruując dwusieczną).
7. Znajdź na odcinku {\displaystyle UO} taki punkt {\displaystyle D,} by kąt {\displaystyle \angle DBC} był równy połowie kąta prostego (miał miarę 45°).
8. Narysuj okrąg oparty na średnicy {\displaystyle DV.} Punkt przecięcia tego okręgu z odcinkiem {\displaystyle OA} oznacz {\displaystyle E.}
9. Narysuj okrąg o środku {\displaystyle C} i promieniu {\displaystyle CE.} Niech {\displaystyle F} i {\displaystyle G} będą punktami przecięcia tego okręgu ze średnicą {\displaystyle UV.}
10. Narysuj odcinki prostopadłe do średnicy {\displaystyle UV} w punktach {\displaystyle F} i {\displaystyle G.} Punkty przecięcia tych odcinków z dużym okręgiem oznacz {\displaystyle V_{3}} i {\displaystyle V_{5}.}
11. Punkty {\displaystyle V,} {\displaystyle V_{3}} i {\displaystyle V_{5}} są kolejno zerowym, trzecim i piątym wierzchołkiem siedemnastokąta foremnego, pozostałe wierzchołki mogą być łatwo znalezione, np. wierzchołek {\displaystyle V_{4}} poprzez skonstruowanie dwusiecznej kąta {\displaystyle \angle V_{3}OV_{5},} a pozostałe poprzez odkładanie na okręgu odcinka {\displaystyle V_{3}V_{4}.}

### Okręgi Carlyle’a

Konstrukcja z wykorzystaniem okręgów Carlyle’a

Inną znaną metodą konstrukcji siedemnastokąta foremnego jest algorytm wykorzystujący okręgi Carlyle’a:
1. Narysuj okrąg o środku {\displaystyle O.}
2. Przez punkt {\displaystyle O} poprowadź poziomą prostą {\displaystyle k,} punkty jej przecięcia z okręgiem oznacz {\displaystyle Q} i {\displaystyle P} (po lewej i prawej stronie punktu {\displaystyle O} odpowiednio).
3. Narysuj symetralną {\displaystyle l} średnicy {\displaystyle QP,} punkt jej przecięcia z okręgiem (znajdujący się ponad prostą {\displaystyle k}) oznacz {\displaystyle R.}
4. Narysuj symetralną {\displaystyle m} promienia {\displaystyle QO,} jego środek oznacz {\displaystyle S.}
5. Zakreśl łuk o środku {\displaystyle S} przechodzący przez {\displaystyle P,} jego przecięcie z prostą {\displaystyle m} (poniżej prostej {\displaystyle k}) oznacz {\displaystyle T.}
6. Narysuj okrąg o środku {\displaystyle T} przechodzący przez punkt {\displaystyle R,} punkty jego przecięcia z prostą {\displaystyle k} oznacz {\displaystyle A_{1}} i {\displaystyle A_{0}} (po lewej i prawej stronie prostej {\displaystyle l} odpowiednio).
7. Znajdź środki odcinków {\displaystyle OA_{0}} i {\displaystyle OA_{1}} i oznacz je odpowiednio {\displaystyle U} i {\displaystyle V.}
8. Zakreśl łuk o środku {\displaystyle U} przechodzący przez {\displaystyle R,} punkt jego przecięcia z prostą {\displaystyle k} (po prawej stronie prostej {\displaystyle l}) oznacz {\displaystyle B_{0}.}
9. Zakreśl łuk o środku {\displaystyle V} przechodzący przez {\displaystyle R,} punkt jego przecięcia z prostą {\displaystyle k} (po prawej stronie prostej {\displaystyle l}) oznacz {\displaystyle B_{1}.}
10. Znajdź na prostej {\displaystyle l} taki punkt {\displaystyle W} (powyżej prostej {\displaystyle k}), aby {\displaystyle |OW|=|QB_{1}|.}
11. Narysuj odcinek {\displaystyle WB_{0},} znajdź jego środek i oznacz go {\displaystyle X.}
12. Narysuj okrąg o środku {\displaystyle X} przechodzący przez {\displaystyle R,} punkt jego przecięcia z prostą {\displaystyle k} (położony po prawej stronie punktu {\displaystyle P}) oznacz {\displaystyle C_{0}.}
13. Narysuj okrąg o środku {\displaystyle C_{0}} i promieniu {\displaystyle OP,} punkty jego przecięcia z wyjściowym okręgiem oznacz {\displaystyle P_{1}} i {\displaystyle P_{16}.}
14. Punkty {\displaystyle P_{16},} {\displaystyle P} i {\displaystyle P_{1}} są trzema kolejnymi wierzchołkami siedemnastokąta foremnego – pozostałe wierzchołki znajdujemy poprzez odkładanie odcinka {\displaystyle PP_{1}} na wyjściowym okręgu.

### Własności
Konstruowalność równoważna jest faktowi, że funkcje trygonometryczne kąta {\displaystyle 2\pi /17} można wyrazić jedynie przez cztery działania arytmetyczne oraz wyciąganie pierwiastka kwadratowego. Książka Gaussa Disquisitiones Arithmeticae zawiera poniższy wzór, przedstawiony tu we współczesnej notacji:
{\displaystyle \cos {\frac {2\pi }{17}}=-{\frac {1}{16}}+{\frac {1}{16}}{\sqrt {17}}+{\frac {1}{16}}{\sqrt {34-2{\sqrt {17}}}}+{\frac {1}{8}}{\sqrt {17+3{\sqrt {17}}-{\sqrt {34-2{\sqrt {17}}}}-2{\sqrt {34+2{\sqrt {17}}}}}}.}